# A Warm Reception
A Warm Reception é um filme mudo de curta-metragem norte-americano de 1916, do gênero comédia, estrelado por Oliver Hardy, Kate Price e Joe Cohen.

## Elenco
- Oliver Hardy - Babe (como Babe Hardy)
- Kate Price - Sra. Price
- Joe Cohen
- Florence McLaughlin - Filha da Sra. Price (como Florence McLoughlin)